# Districte de Lió
El districte de Lió (en francès: arrondissement de Lyon) és una divisió administrativa francesa de la metròpoli de Lió i del departament del Roine a la regió d'Alvèrnia Roine-Alps. Compta 135 municipis. El cap és la prefectura de Lió.